# Shunsuke Daitō
 (mai 2014).
Si vous disposez d'ouvrages ou d'articles de référence ou si vous connaissez des sites web de qualité traitant du thème abordé ici, merci de compléter l'article en donnant les références utiles à sa vérifiabilité et en les liant à la section « Notes et références ».
Shunsuke Daitō (大東 俊介, Daitō Shunsuke) est un acteur et mannequin japonais, né le 13 mars 1986 à Sakai, dans la préfecture d'Osaka, au Japon. Il est actuellement employé par Top Coat, filiale du groupe Watanabe Productions. Depuis ses débuts en 2005 dans Nobuta o Produce, il est apparu dans de nombreux dramas japonais, films et émissions de variétés.

## Dramas
- Kamo, Kyoto e Iku (Fuji TV, 2013)
- Itsuka Hi no Ataru Basho de (NHK, 2013)
- Dragon Seinendan (TBS-MBS, 2012)
- Taira no Kiyomori (NHK, 2012)
- Ouran High School Host Club (TBS, 2011)
- LADY~Saigo no Hanzai Profile~ (TBS, 2011, ep3)
- Ojiichan wa 25-sai (TBS, 2010)
- Nagareboshi (Fuji TV, 2010, ep1)
- Tumbling (TBS, 2010)
- Shaken BABY! (Fuji TV, 2010)
- Welcame (NHK, 2009)
- Futatsu no Spica (NHK, 2009)
- Love Shuffle (TBS, 2009, ep4)
- RESCUE (TBS, 2009)
- Shibatora (Fuji TV, 2008, ep1-4,9,11)
- Ryokiteki na Kanojo (TBS, 2008, ep6-9)
- Koshonin (TV Asahi, 2008, ep6-7)
- First Kiss (Fuji TV, 2007, ep5)
- Hanazakari no Kimitachi e (Fuji TV, 2007)
- Himitsu no Hanazono (Fuji TV, 2007)
- Anna-san no Omame (TV Asahi, 2006)
- Oishi Proposal (TBS, 2006)
- Punch Line (パンチライン) (TBS, 2006)
- Sukoshi wa, Ongaeshi ga Dekitakana (TBS, 2006)
- Nobuta wo Produce (NTV, 2005)

## Filmographie sélective
- 2007 : Crows ZERO
- 2007 : Real Onigokko
- 2008 : Tabidachi: Ashoro Yori
- 2009 : Crows ZERO II
- 2014 : The Snow White Murder Case (白ゆき姫殺人事件, Shirayuki hime satsujin jiken?) de Yoshihiro Nakamura